# Dédougou
Dédougou este un oraș din Burkina Faso și are rolul de reședință a provinciei Mohoun și a regiunii Boucle du Mouhoun. Populația orașului este dominată grupurile etnice Marka și Bwa.

## Orașe înfrățite
- Douai, Franța